# Ian Crocker
Ian Lowell Crocker (nacido el 31 de agosto de 1982 en Portland, Maine), conocido como Ian Crocker, es un exnadador estadounidense que ganó la medalla de oro con el equipo nacional de los 4 × 100 m estilos en las olimpiadas de Sídney 2000, Atenas 2004  y Pekín 2008. Los tres equipos impusieron un récord mundial en esa categoría. 
Crocker es doble campeón del mundo de los 100 metros mariposa al vencer en la final del Campeonato Mundial de 2003  y 2005, batiendo el récord del mundo en ambas ocasiones.

## Mejores marcas

### Récords del mundo en piscina larga
| Prueba         | Tiempo | Competición           | Lugar                      | Fecha      |
| 50 m mariposa  | 23,30  | Campeonato de la NCAA | Austin, Estados Unidos     | 29/02/2004 |
| 100 m mariposa | 50,98  | Campeonato Mundial    | Barcelona, España          | 26/07/2003 |
| 100 m mariposa | 50,76  | Trials olímpico       | Long Beach, Estados Unidos | 13/07/2004 |
| 100 m mariposa | 50,40  | Campeonato Mundial    | Montreal, Canadá           | 30/07/2005 |

### Récords del mundo en piscina corta
| Prueba         | Tiempo | Competición           | Lugar                        | Fecha      |
| 50 m mariposa  | 22,71  | Campeonato Mundial    | Indianápolis, Estados Unidos | 10/10/2004 |
| 100 m mariposa | 49,77  | Campeonato de la NCAA | Nueva York, Estados Unidos   | 26/03/2004 |
| 100 m mariposa | 49,07  | Campeonato de la NCAA | Nueva York, Estados Unidos   | 26/03/2004 |
| 100 m libre    | 46,25  | Campeonato de la NCAA | Nueva York, Estados Unidos   | 27/03/2004 |